# Dirk Hartmann
Dirk Hartmann (* 27. Dezember 1964 in Erlenbach am Main) ist Psychologe und Philosoph. Seit 2004 lehrt er am Campus Essen als Ordinarius am Philosophischen Institut der Fakultät Geisteswissenschaften der Universität Duisburg-Essen, und seit 2010 amtiert er als Dekan der Fakultät für Geisteswissenschaften.

## Laufbahn
Nach Besuch der Volksschule in Mömlingen und des Gymnasiums in Aschaffenburg (mit dem Abschluss Abitur im Jahre 1984) studierte Dirk Hartmann Philosophie, Psychologie und Politikwissenschaften an der Philipps-Universität Marburg, zwischenzeitlich auch an der Universität Wien. 1992 promovierte er bei Peter Janich mit einer grundlagentheoretischen Analyse naturwissenschaftlich betriebener Psychologie in Philosophie. Bei ihm arbeitete er anschließend auch am Philosophischen Institut als wissenschaftlicher Assistent und habilitierte sich 1997 über Protopsychologie. Kulturalismus, Leib-Seele-Problem und die Grundbegriffe der Psychologie.
Nach einer C3-Vertretungsprofessur an der Friedrich-Alexander-Universität Erlangen-Nürnberg und nach einem einjährigen Aufenthalt als Visiting Scholar am Philosophischen Department der University of California, Berkeley nahm er schließlich im Februar 2004 eine C4-Professur an der Universität Duisburg-Essen, Campus Essen an. Seit 2010 amtiert er dort als Dekan der Fakultät für Geisteswissenschaften, die mit über 9000 Studierenden und über 13 Fachbereichen zu den größten Fakultäten der Universität Duisburg-Essen gehört.

## Werk
Hartmann steht in der Tradition der Konstruktiven Wissenschaftstheorie, die von Wilhelm Kamlah und Paul Lorenzen begründet wurde. Er teilt deren Verständnis von Wissenschaft als methodisch geordnetem Handeln. Ausgehend davon hat er mit Peter Janich die Perspektive methodischer Reflexion konsequent auf das gesamte kulturbestimmende menschliche Handeln ausgeweitet, eine Entwicklung, die durch die Bezeichnung „kulturalistische Wende“ gekennzeichnet wurde (Methodischer Kulturalismus).
Es ist das besondere Verdienst Hartmanns, dass er in diesem Zusammenhang die begrifflichen, also terminologischen Grundlagen der Psychologie als einer Forschungsdisziplin an der Grenze zwischen Natur und  Kultur – eine Gegenüberstellung, in der sich auf wissenschaftlicher Ebene die bekanntere von Leib und Seele oder Körper und Geist widerspiegelt – einer eingehenden wissenschaftstheoretischen Analyse und konstruktiven Kritik unterzogen hat. Seine Arbeiten stellen deswegen auch Beiträge zur Philosophie des Geistes dar, so etwa seine Erörterung des Leib-Seele-Problems in der Analytischen Philosophie oder die Artikel zum Thema Willensfreiheit.
Mit dem Titel „On Inferring. An Enquiry into Relevance and Validity“ hat Hartmann eine philosophisch begründete Semantik für die Relevanzlogik entwickelt und deren formale Umsetzung in Kalkülen des natürlichen Schließens dargelegt.
Seit 2007 arbeitet Hartmann an einem neuen „System der philosophischen Wissenschaften“. Auf der Grundlage erweiterter methodischer Mittel der „kulturalistischen Wende“ und nach dem Vorbild von G.W.F. Hegels Enzyklopädie der philosophischen Wissenschaften im Grundriss sollen philosophische Probleme in ihrem systematischen Gesamtzusammenhang bearbeitet werden. Unter philosophischen Problemen werden dabei sowohl die traditionellen Problemstellungen der theoretischen und praktischen Philosophie im engeren Sinne verstanden als auch die erkenntnis- bzw. wissenschaftstheoretischen Grundlagen der Einzelwissenschaften Mathematik, Physik, Chemie, Biologie, Neurowissenschaften, Psychologie und Geisteswissenschaften sowie der Naturgeschichte. Die Monographie wird sieben Bände umfassen; die Veröffentlichung begann 2020 mit „Band I: Erkenntnistheorie“, inzwischen sind auch die Bände II – V erschienen.

## Veröffentlichungen (Auswahl)

### Monographien
- (1990) Konstruktive Fragelogik. Vom Elementarsatz zur Logik von Frage und Antwort. B.I. Wissenschaftsverlag, Mannheim; jetzt: Metzler Verlag, Stuttgart
- (1993) Naturwissenschaftliche Theorien. Wissenschaftstheoretische Grundlagen am Beispiel der Psychologie. B.I. Wissenschaftsverlag, Mannheim/Leipzig/Wien/Zürich, jetzt: Metzler Verlag, Stuttgart (Überarbeitete Fassung der Dissertation „Allgemeine wissenschaftstheoretische Grundlagen naturwissenschaftlicher Psychologie“ von 1992)
- (1998) Philosophische Grundlagen der Psychologie. Wissenschaftliche Buchgesellschaft, Darmstadt (Überarbeitete Habilitationsschrift von 1997)
- (2003) On Inferring. An Enquiry into Relevance and Validity. mentis, Paderborn
- (2007) mit Gerhard Boer, Jörg Fegert, Thorsten Galert, Reinhard Merkel, Bart Nuttin und Steffen Rosahl: Intervening in the Brain. Changing Psyche and Society. Springer, Berlin 2007
- (2020) Neues System der philosophischen Wissenschaften im Grundriss. Band I: Erkenntnistheorie. mentis, Paderborn
- (2021) Neues System der philosophischen Wissenschaften im Grundriss. Band II: Mathematik und Naturwissenschaft. mentis, Paderborn
- (2022) Neues System der philosophischen Wissenschaften im Grundriss. Band III: Physik, Chemie, Kosmologie. mentis, Paderborn
- (2023) Neues System der philosophischen Wissenschaften im Grundriss. Band IV: Biologie, Naturgeschichte, Neurowissenschaft. mentis, Paderborn
- (2024) Neues System der philosophischen Wissenschaften im Grundriss. Band V: Psychologie und Geisteswissenschaft. mentis, Paderborn

### Herausgeberschaften
- (1996) mit Peter Janich: Methodischer Kulturalismus. Zwischen Naturalismus und Postmoderne. Suhrkamp, Frankfurt (stw 1272)
- (1998) mit Peter Janich: Die Kulturalistische Wende. Zur Orientierung des philosophischen Selbstverständnisses. Suhrkamp, Frankfurt (stw 1391)
- (2002) mit Mathias Gutmann, Michael Weingarten und Walter Zitterbarth: Kultur, Handlung, Wissenschaft. Für Peter Janich. Velbrück Wissenschaft, Weilerswist (Festschrift)
- (2012) mit Amir Mohseni, Erhard Reckwitz, Tim Rojek und Ulrich Steckmann: Methoden der Geisteswissenschaften. Eine Selbstverständigung. Velbrück Wissenschaft. Velbrück, Weilerswist ISBN 978-3-942393-37-9

### Artikel und Buchbeiträge (Auswahl)
- 1996 Protowissenschaft und Rekonstruktion. In: Journal for General Philosophy of Science / Zeitschrift für Allgemeine Wissenschaftstheorie 27 (1): S. 55–69.
- 1999 Das Leib-Seele-Problem als Ergebnis der Hypostasierung theoretischer Konstrukte. In: Löffler, Winfried und Edmund Runggaldier (Hrsg.): Vorträge des V. Kongresses der Österreichischen Gesellschaft für Philosophie. Teil 1: Vielfalt und Konvergenz der Philosophie.[4] Hölder-Pichler-Tempsky, Wien
- 1999 mit Jürgen Straub: Psychologie der Willensfreiheit: Zur Metaphysik und Methodik eines Forschungsprogramms. Ethik und Sozialwissenschaften[5] 10: 286–288
- 1999 mit Rainer Lange: Ist der erkenntnistheoretische Naturalismus gescheitert?  in Keil, Geert und Herbert Schnädelbach (Hrsg.): Naturalismus. Philosophische Beiträge. Suhrkamp, Frankfurt (stw 1450)
- 1999 Transzendentale Konstitution Und Methodische Rekonstruktion. In: Peter Janich (ed.), Wechselwirkungen: Zum Verhältnis von Kulturalismus, Phänomenologie und Methode. Königshausen & Neumann. pp. 125–142.
- 2000 Willensfreiheit und die Autonomie der Kulturwissenschaften. In: Handlung, Kultur, Interpretation. Heft 1: S. 66–103
  - 2005 unter id. Titel (PDF; 178 kB) erneut in: e-Journal Philosophie der Psychologie Nr. 1, März 05
- 2001 mit Hans Werbik: Über Reichweite und Grenzen einer naturwissenschaftlichen Psychologie. In: Handlung, Kultur, Interpretation, Heft 1: S. 158–179
- 2004 Neurophysiology and freedom of the will. Poiesis & Praxis 2: S. 275–284
- 2006 Physis und Psyche – Das Leib-Seele-Problem als Resultat der Hypostasierung theoretischer Konstrukte. In: Dieter Sturma (Hrsg.): Philosophie und Neurowissenschaften. Suhrkamp, Frankfurt (stw 1770) S. 97–123
- 2009 Eine gebrauchstheoretische Semantik formal relevanten Schlussfolgerns. In: Georg Kamp & Felix Thiele (eds.), Erkennen und Handeln. Festschrift für Carl Friedrich Gethmann zum 65. Geburtstag. Fink. pp. 123–174.
- 2012 Wissenschaft, Geisteswissenschaft, Philosophie. In: Hartmann, Dirk et al.(Hrsg.): Methoden der Geisteswissenschaften. Eine Selbstverständigung. Velbrück, Weilerswist S. 17–32 (s. o.)